# Dionigi (nome)
Dionigi  è un nome proprio di persona italiano maschile.

## Varianti
- Maschili: Dionisio[1], Dionigio
- Femminili: Dionisia

### Varianti in altre lingue
- Ceco: Denis[1]
- Croato: Dionizije, Denis[1]
- Francese: Denis[1][2]
- Francese medio: Denis[1], Denys[1]
- Greco antico: Διονύσιος (Dionysios)[1]
- Greco moderno: Διονύσιος (Dionysios)[1]
  - Ipocoristici: Δίων (Dion)[1]
- Inglese: Dennis[1][2], Denis[1]
  - Ipocoristici: Denny[1], Den[1]
- Latino: Dionysius[1][2][3]
- Medio inglese: Tenney[1]
- Olandese: Dennis[1]
- Polacco: Dionizjusz, Dionizy
- Portoghese: Dionísio[1], Dinis[1], Diniz[1]
- Rumeno: Dionisie[1], Denis[1]
- Russo: Денис (Denis),[1] Дионисий (Dionisij)[4]
- Slovacco: Dionýz[1], Denis[1]
- Sloveno: Denis[1]
- Spagnolo: Dionisio[1], Dyonisio
- Svedese: Dennis
- Tedesco: Dennis[1], Denis[1]
- Ucraino: Денис (Denys)[1]
- Ungherese: Dénes[1]

## Origine e diffusione
È una variante di Dionisio, e continua il greco Διονύσιος (Dionysios), nome derivato da quello del dio greco del vino e delle feste, Dioniso: ha quindi il significato di "consacrato a Dioniso", "che viene da Dioniso".
La forma francese media, Denis, era assai comune in Francia nel Medioevo e venne portata in Inghilterra dai Normanni; si sparse successivamente in tutto l'occidente, ed è presente anche in Italia come prestito linguistico, sia nelle forme maschili Denis e Dennis che nella femminile Denise.

## Onomastico
Molti santi hanno portato questo nome; l'onomastico si può pertanto festeggiare in date diverse, fra le quali:
- 26 febbraio, san Dionigi, vescovo di Augusta[7]
- 8 aprile, san Dionisio, vescovo di Alessandria d'Egitto[7]
- 8 aprile, san Dionigi, vescovo di Corinto[7]
- 9 maggio, san Dionigi, vescovo di Vienne[7]
- 25 maggio, san Dionigi Ssebuggwawo, uno dei santi martiri dell'Uganda[7]
- 25 maggio, san Dionigi, vescovo di Milano[7]
- 24 agosto san Dionisio, vescovo di Zante
- 3 ottobre, san Dionigi l'Areopagita, giudice dell'areopago e vescovo di Atene[7]
- 9 ottobre, san Dionigi, primo vescovo di Parigi e martire[7]
- 29 novembre, beato Dionigi della Natività, carmelitano scalzo martire a Sumatra[7]
- 26 dicembre, san Dionisio, papa[7]

## Persone

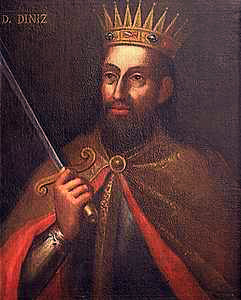
Dionigi del Portogallo

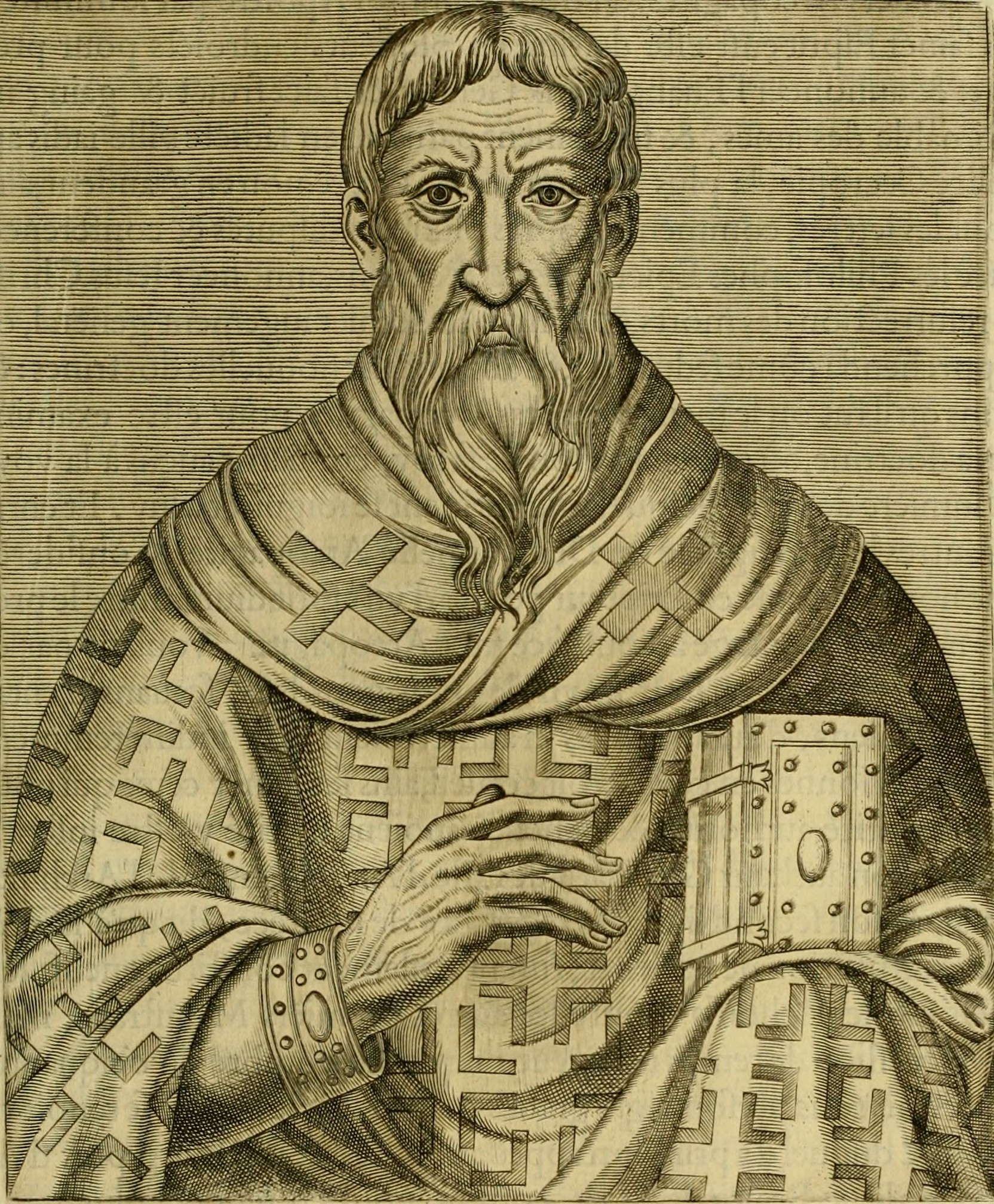
Dionigi l'Areopagita

- Dionigi di Alicarnasso, storico e insegnante di retorica greco antico
- Dionigi di Augusta, vescovo e santo romano
- Dionigi di Borgo San Sepolcro, religioso, teologo e vescovo cattolico italiano
- Dionigi di Corinto, vescovo e santo greco antico
- Dionigi di Milano, vescovo e santo italiano
- Dionigi della Natività, missionario francese
- Dionigi di Parigi, vescovo e santo romano
- Dionigi del Portogallo detto l'Agricoltore o il Giusto, re del Portogallo e dell'Algarve
- Dionigi di Rijkel, monaco, sacerdote, mistico, teologo e maestro spirituale belga
- Dionigi il Piccolo, monaco scita
- Dionigi l'Areopagita, giudice, vescovo e santo greco antico
- Pseudo-Dionigi l'Areopagita, teologo e filosofo bizantino
- Dionigi il Periegeta, poeta alessandrino
- Dionigi Besozzi, cestista italiano
- Dionigi Burranca, musicista italiano
- Dionigi Bussola, artista, pittore e scultore italiano
- Dionigi Buzy, presbitero e scrittore francese
- Dionigi Gerolamo Donnini, pittore italiano
- Dionigi Naldi, condottiero italiano
- Dionigi Panedda, storico italiano
- Dionigi Scalas, politico italiano
- Dionigi Scano, architetto e saggista italiano
- Dionigi Strocchi, scrittore italiano
- Dionigi Superti, aviatore e partigiano italiano
- Dionigi Tettamanzi, cardinale e arcivescovo cattolico italiano

### Variante Dionisio
- Dionisio, papa e santo

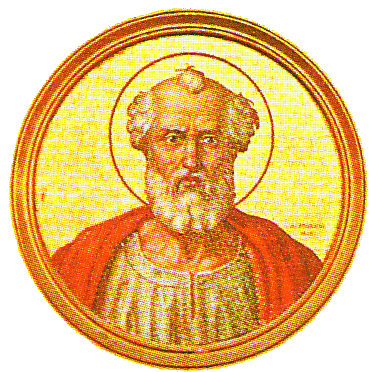
Papa Dionisio

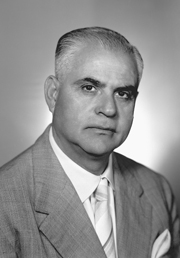
Dionisio Moltisanti

- Dionisio, religioso, patriarca e santo russo
- Dionisio, scrittore greco antico
- Dionisio di Alessandria, vescovo, patriarca e santo egiziano
- Dionisio d'India, re indo-greco
- Dionisio di Focea, ammiraglio, generale e pirata greco antico
- Dionisio di Lamptrai, filosofo greco antico
- Dionisio I di Siracusa detto il Vecchio, tiranno di Siracusa
- Dionisio II di Siracusa, tiranno di Gela e Siracusa
- Dionisio di Zante, vescovo ortodosso e santo greco
- Dionisio Aguado, chitarrista e compositore spagnolo
- Dionisio Alcalá Galiano, ufficiale, cartografo ed esploratore spagnolo
- Dionisio Anzilotti, giurista italiano
- Dionisio Arce, calciatore e allenatore di calcio paraguaiano
- Dionisio Bardaxí y Azara, cardinale spagnolo
- Dionisio Baschenis, pittore italiano
- Dionisio Bellante, violinista e compositore italiano
- Dionisio Bertocchi, tipografo italiano
- Dionisio Brevio, pittore italiano
- Dionisio Calco, poeta e oratore greco antico
- Dionisio Calvo, cestista, nuotatore, allenatore di pallacanestro e dirigente sportivo filippino
- Dionisio Cappelli, pittore italiano
- Dionisio Cassitto, scrittore, meteorologo e politico italiano
- Dionisio Collavini, calciatore italiano
- Dionisio Dolfin, patriarca cattolico italiano
- Dionisio Gallino, calciatore italiano
- Dionisio Galparsoro, ciclista su strada spagnolo
- Dionisio Laurerio, cardinale e vescovo cattolico italiano
- Dionisio Lazzari, architetto e scultore italiano
- Dionisio Mejía, calciatore messicano
- Dionisio Moltisanti, politico italiano
- Dionisio Nencioni di Bartolomeo, architetto italiano
- Dionisio Ridruejo, poeta, scrittore e politico spagnolo
- Dionisio Trace, filologo e grammatico greco antico
- Dionisio Emanuel Villalba Rojano, calciatore spagnolo
- Dionisio Weisz, calciatore ungherese

### Variante Denis

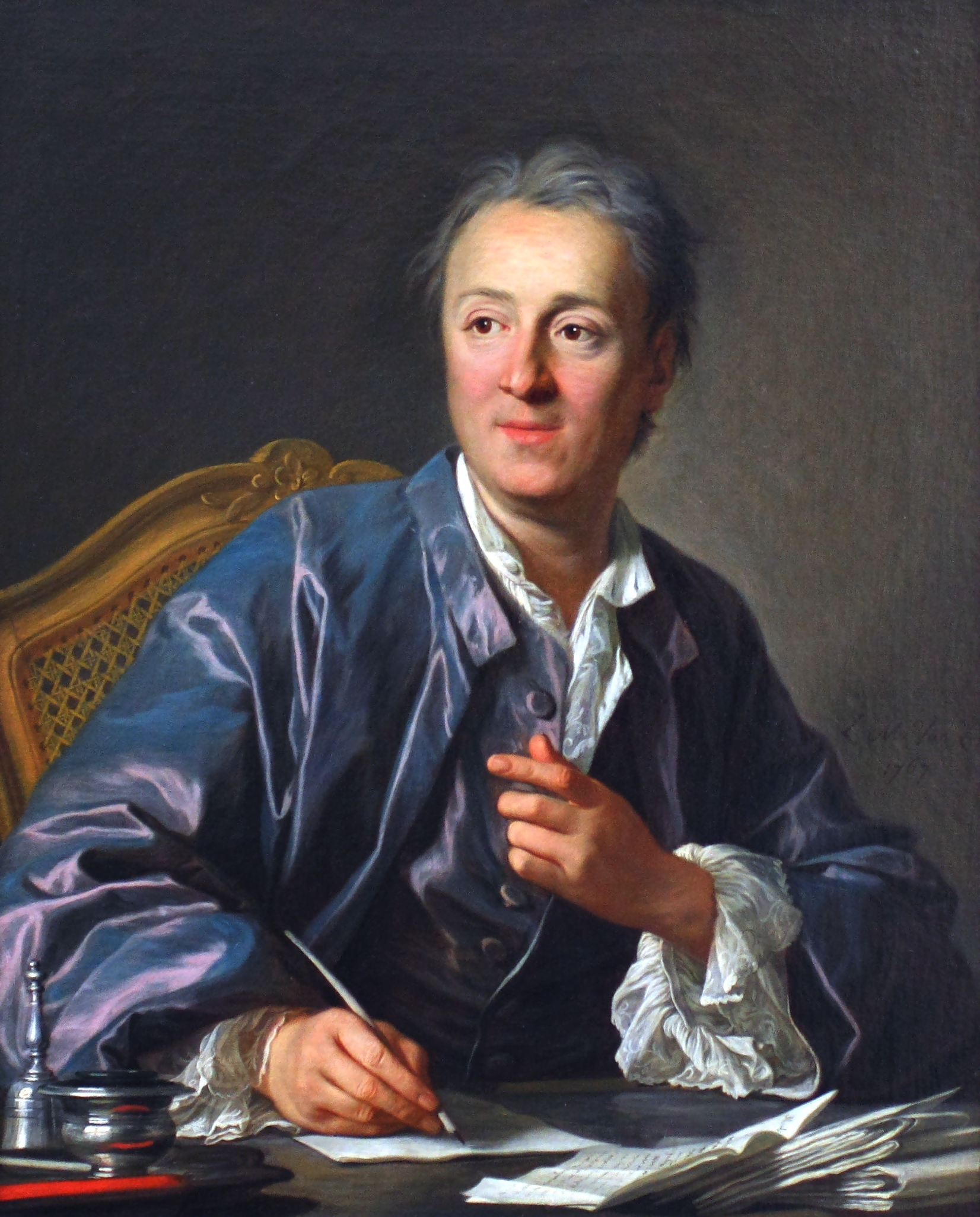
Denis Diderot

- Denis-Auguste Affre, arcivescovo cattolico francese
- Denis Buican, biologo, scienziato e storico delle scienze francese
- Denis Vasil'evič Davydov, poeta e militare russo
- Denis Diderot, filosofo, enciclopedista e scrittore francese
- Denis de Rougemont, scrittore, filosofo e saggista svizzero
- Denis Fahey, sacerdote e scrittore irlandese
- Denis Ivanovič Fonvizin, scrittore, commediografo e drammaturgo russo
- Denis Leary, attore, regista e sceneggiatore statunitense
- Denis Men'šov, ciclista su strada russo
- Denis Papin, matematico, fisico e inventore francese
- Denis Shapovalov, tennista canadese

### Variante Dennis

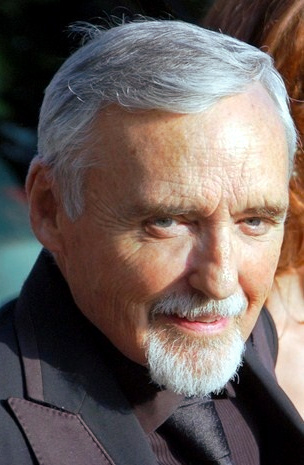
Dennis Hopper

- Dennis Bergkamp, calciatore olandese
- Dennis Farina, attore statunitense
- Dennis Gabor, ingegnere, fisico e inventore ungherese naturalizzato britannico
- Dennis Hopper, attore, regista e sceneggiatore statunitense
- Dennis Kucinich, politico statunitense
- Dennis Morgan, attore e cantante statunitense
- Dennis O'Neil, fumettista e scrittore statunitense
- Dennis Quaid, attore statunitense
- Dennis Ritchie, programmatore e hacker statunitense
- Dennis Rodman, cestista, allenatore di pallacanestro, attore e wrestler statunitense
- Dennis Wheatley, scrittore britannico

### Variante Denys
- Denys Arcand, regista e sceneggiatore canadese
- Denys Bojko, calciatore ucraino
- Denys de La Patellière, regista e sceneggiatore francese
- Denys Harmaš, calciatore ucraino
- Denys Jurčenko, atleta ucraino
- Denys Olijnyk, calciatore ucraino
- Denys Prokopenko, militare ucraino
- Denys Rebryk, calciatore ucraino
- Denys Sylant'jev, nuotatore ucraino

### Variante Dénes

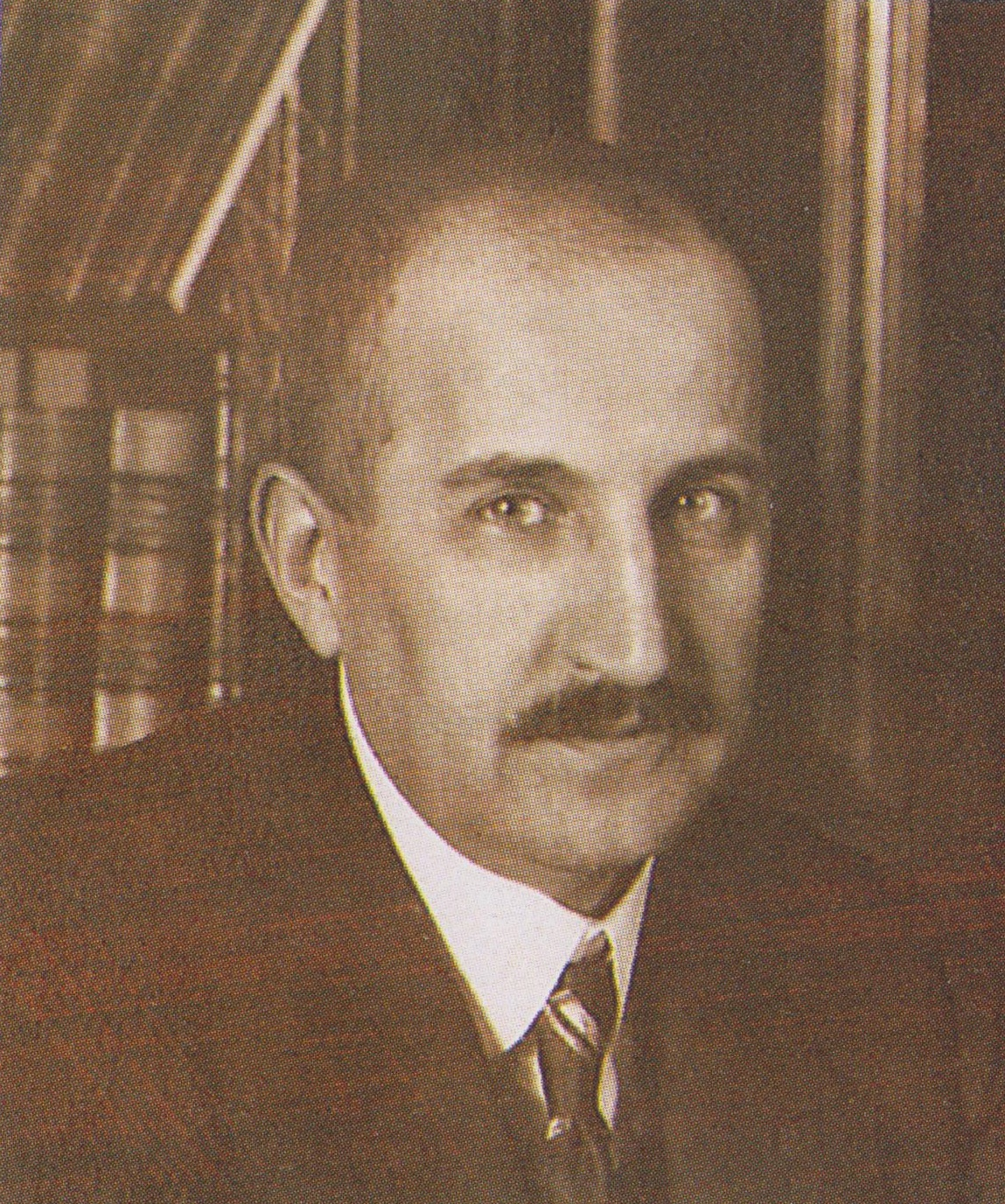
Dénes Berinkey

- Dénes Berinkey, giurista e politico ungherese
- Dénes König, matematico ungherese
- Dénes Pócsik, pallanuotista ungherese
- Dénes Rósa, calciatore ungherese
- Dénes Szécsi, cardinale e arcivescovo cattolico ungherese
- Dénes Varga, pallanuotista ungherese

### Altre varianti
- Dionigio Borsari, calciatore italiano
- Dionísio Castro, atleta portoghese
- Dionizije Dvornić, calciatore jugoslavo
- Dionýz Ilkovič, fisico e chimico slovacco
- Dionysios Kasdaglis, tennista greco
- Dionysios Solomos, poeta greco

## Il nome nelle arti
- Dennis Cobb è un personaggio della serie a fumetti Dennis Cobb - Agente SS018.
- Dennis Mitchell è un personaggio dei film Dennis la minaccia e Dennis colpisce ancora.
- Dennis Nedry è un personaggio della serie di film e romanzi Jurassic Park, creata da Michael Crichton.